# Peter Dolfen
Peter Dolfen (n. 21 mai 1880, Hartford, Connecticut, SUA – d. 31 mai 1947, East Longmeadow⁠(d), Massachusetts, SUA) a fost un trăgător de tir ce a reprezentat Statele Unite ale Americii, medaliat olimpic. A participat la o ediție a Jocurilor Olimpice (1912) în care a câștigat o medalie de aur și o medalie de argint.